# Trecasali
Trecasali este o comună în Provincia Parma, Italia. În 2011 avea o populație de 3742 de locuitori.

## Demografie
Date: Wikidata - grafică realizată de Wikipedia